# Google Allo
Google Allo — мобільний додаток для миттєвого обміну повідомленнями, розроблений компанією Google. Програму було представлено на конференції Google I/O 18 травня 2016 року разом із Google Duo — мобільним відеочатом. Спочатку запуск планувався влітку 2016 року, але згодом був перенесений на 21 вересня в США і в усьому світі декількома днями пізніше.
Додаток доступний на платформах Android і iOS. При реєстрації додаток прив'язується до телефонного номера користувача, також для використання Google Assistant використовується прив'язка до акаунту Google.
12 березня 2019 Google закрив свій менеджер Allo.

## Особливості

### Google Assistant
Користувач може отримувати відповіді на питання, шукати інформацію і купувати що-небудь, не залишаючи розмову зі співрозмовником, або скориставшись окремим чатом. Для звернення до асистента достатньо написати в чат «@google» і свій запит.
Також асистент аналізує всі повідомлення в чаті, пропонуючи користувачам пов'язані з ними запити, компанії та послуги. Магазин додаткових сервісів вбудований в чат-додаток.

### Розумна відповідь
Функція «розумної відповіді» пропонує можливі відповіді на повідомлення співрозмовника, не вимагаючи від користувача набору будь-яких слів. Allo використовує технології машинного навчання Google, щоб запропонувати відповідь на останні повідомлення в стилі користувача. Функція також аналізує зображення і повідомлення, відправлені користувачеві, щоб запропонувати відповіді.

### Малюнки
Користувач може малювати на фотографії або додавати до них текст.

### Зміна розміру шрифту
Додаток дозволяє легко змінити (збільшити або зменшити) розмір шрифту в повідомленні, що надсилається.

### Стікери
Наклейки, розроблені художниками різних країн світу. Система пошуку стікерів вбудована в додаток.

### Ігри
Ігри, надані ігровими розробниками різних країн світу. Магазин ігор вбудовано в чат-додаток.

### Режим інкогніто
Режим інкогніто — додатковий опціональний режим, який включає в себе приватні повідомлення, тимчасові чати і end-to-end шифрування.

## Критика
Google Allo критикували експерти з питань безпеки і захисники приватного життя за те, що режим end-to-end шифрування вимкнено за замовчуванням, що за їхніми твердженнями залишає додаток відкритим для урядового нагляду. Едвард Сноуден, інформатор і колишній підрядник АНБ, піддав сервіс критиці додаток у своєму Twitter, заявивши, що «рішення компанії Google відключити шифрування end-to-end за замовчуванням в його новому чат-додатку Allo небезпечним».
Thai Duong з команди безпеки продукту Google, писав в особистому блозі, що він наполягатиме на додаванні настройки, яка дозволить користувачам мати шифрування на весь час, але пізніше він відмовився від заяви. Google зберігатиме історію переписки на власних серверах.